# Ütschenteich

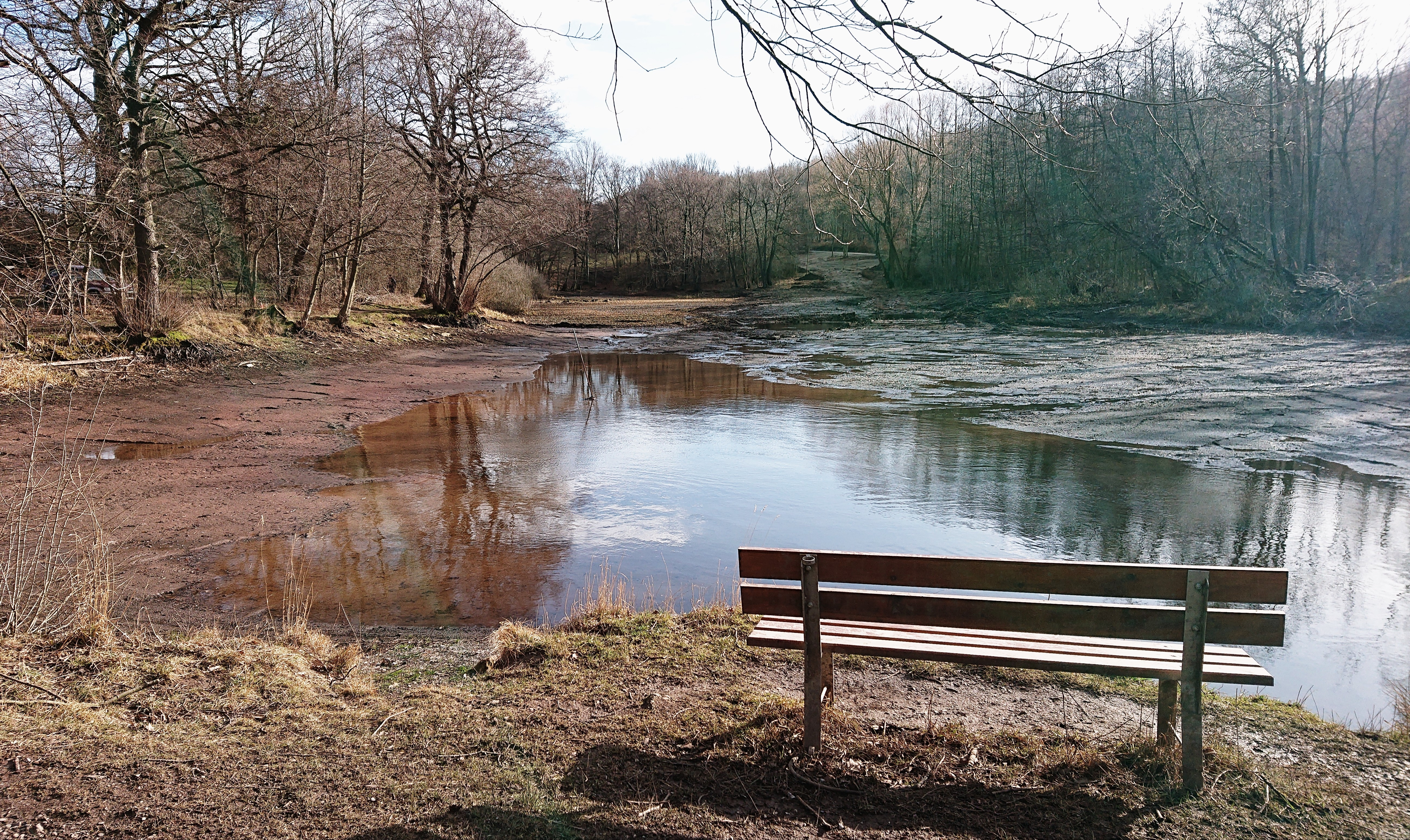
Abgelassener Ütschenteich (2020)

Der Ütschenteich ist ein stehendes Gewässer in Wernigerode am Harz, das unmittelbar an der Grenze zur Stadt Ilsenburg (Harz), Ortsteil Darlingerode, liegt. Er ist als Flächennaturdenkmal (FND 0022WR) eingestuft worden.
Der Teich gehörte ursprünglich zum Teichsystem des im Bauernkrieg 1525 geplünderten Klosters Himmelpforten. Im Herbst 2019 wurde der Teich abgelassen (der Abfluss erfolgt über die Limmecke und den Sandtalbach Richtung Rammelsbach und Ilse), um Schlamm und abgestorbene Wasserpflanzen zu beseitigen.